# Мавзолей Гусейна Джавида
Мавзолей Гусейна Джавида (азерб. Hüseyn Cavid məqbərəsi) — архитектурно-мемориальный комплекс, возведенный на могиле азербайджанского поэта и драматурга Гусейна Джавида в городе Нахичевань.

## История
Мавзолей Гусейна Джавида был построен по личной инициативе Президента Азербайджанской Республики Гейдара Алиева. Автором проекта памятника является Заслуженный архитектор Азербайджанской ССР Расим Алиев, архитектором – народный художник Омар Эльдаров.
Гусейн Джавид умер 5 декабря 1941 года в селе Шевченко Иркутской области. 12 октября 1982 года, в связи с 100-летним юбилеем поэта, Партийный комитет Нахичеванской Республики принял решение о перезахоронении тела Джавида в Нахичевани. 3 ноября Джавида привезли в Нахичевань и перезахоронили рядом с отчим домом. Затем, в 1996 году над могилой поэта был воздвигнут мавзолей. 13 сентября 1996 года в нём были перезахоронены тела жены поэта Мюшкюназ (из Баку) и сына Эртогрула, а 12 сентября 2004 года в мавзолее была похоронена дочь поэта Туран Джавид.
Мавзолей, построен под влиянием архитектурного стиля Аджеми Нахчывани - Нахичеванская архитектурная школа. Мавзолей состоит из верхней и нижней части – склепа.